# Karel Nijkerk
Karel Joost Nijkerk (Schaarbeek, 9 augustus 1928 – Amsterdam, 29 juni 2007) was een Nederlands psycholoog en bibliofiel.

## Biografie

### Loopbaan
Nijkerk studeerde in 1956 af in de psychologie en sociale psychologie aan de gemeentelijke Universiteit van Amsterdam. Vervolgens ging hij werken bij het Sociaal Pedagogisch Instituut dat geleid werd door de hoogleraren Tonko Tjarko ten Have (1906-1975) en Jacob Koekebakker (1907-1981). Hij werd aangesteld om groepspractica op te zetten. Daarmee werd hij een pionier in groepsdynamica. Onder internationale invloed was het instituut inmiddels omgedoopt tot Instituut voor de Wetenschap der Andragogie. Dit laatste ging zich ook bezighouden met veranderingsprocessen in organisaties. Een van de projecten die werden uitgevoerd was bij de NOS. In 1980 wisselde hij zijn baan voor die van universitair hoofddocent groeps- en interactieprocessen binnen de vakgroep Criminologie van de Juridische Faculteit van de Erasmus Universiteit.

### Bibliofilie
Nijkerk was net als zijn vader een groot bibliofiel en vanaf zijn jeugd in aanraking geweest met het 'schone boek', letterkundigen en kunstenaars door de contacten van zijn ouders. In 1988 werden delen van de collectie van zijn vader verkocht bij een Utrechts veilinghuis; op deze veiling kocht de zoon veel werken uit die collectie. In 1997 stelde hij een tentoonstelling uit de bibliofiele collectie van zijn vader samen in het Stedelijk Museum Amsterdam en schreef er een catalogus bij. Hij was actief in besturen van de Stichting Drukwerk in de Marge, de Stichting Minotaurus, Vrienden van het Museum van het Boek en het Gezelschap Nonpareil. In 2001 publiceerde hij voor dat laatste gezelschap zijn jeugdherinneringen. Overgebleven delen van de collecties van vader en zoon Nijkerk werden in 2016 en 2017 in vier achtereenvolgende veilingen aangeboden bij Bubb Kuyper Veilingen.

### Familie
Nijkerk is de zoon van metaalhandelaar en bibliofiel Martinus Benjamin Barend (Bob) Nijkerk (1894-1987) en Henriëtte Erna (Han) Nijkerk-van den Bergh (1901-1979), Hij trouwde op 18 december 1957 met Femke Olofsen (1925-1996) met wie hij drie zonen kreeg. Na het overlijden van zijn vrouw werd de kunstenares Clementine van Lamsweerde (1924-2015) zijn partner. Dr. K.J. Nijkerk overleed te Amsterdam op 78-jarige leeftijd.

### Eigen werk
- Sensitivity training. Een nieuwe methode om groepsverhoudingen te leren waarnemen. Lezing. [Z.p., 1965].
- Internationale bijeenkomsten. Een studie van interacties en een evaluatie. Amsterdam, 1970 (proefschrift).
- [met Philip van Praag] Groepswerk. Begrippen, velden, methoden. Alphen aan den Rijn, 1970.
  - Die Arbeit mit Gruppen. Ein Handbuch. Freiburg im Breisgau, 1988.
- Een keuze uit de collectie van M.B.B. Nijkerk. Tentoongesteld in het Stedelijk Museum te Amsterdam, 6 september t/m 12 oktober 1997. [Amsterdam], 1997.
- Geef mij maar Schaerbeek. Herinneringen aan Jan Greshoff en mijn vader. Woubrugge, 2001.[1]
- [met Clementine van Lamsweerde] Van bankstel tot bedstel. Het oude liedje. Amsterdam, 2002.
- Met de beste wensen. Gelegenheidsgrafiek rond de jaarwisseling. Woubrugge/Amsterdam, 2004.

### Redactie
- Training in tussenmenselijke verhoudingen. Alphen aan den Rijn, 1975.

### Bewerking
- Matthew B. Miles, Werken met groepen. Richtlijnen voor het opstellen van trainingsprogramma's. Alphen aan den Rijn, 1973.